# 张秋波
张秋波（1953年10月1日—2025年6月9日），男，汉族，山东莱州人，中华人民共和国政治人物。烟台大学干修科毕业，华东师范大学国际政治与国际关系专业研究生课程结业学历。

## 生平
1977年加入中国共产党。历任共青团烟台市委书记；烟台市经委副主任，芝罘区委副书记、区长、区委书记；山东省人民政府办公厅副主任；聊城地（市）委副书记兼组织部长、代市长、市长，东营市委书记等职。2007年1月29日，补选为东营市第五届人民代表大会常务委员会主任。2006年11月6日，聊城市第十四届人民代表大会常务委员会第28次会议决定，接受张秋波同志辞去聊城市人民政府市长职务的请求。
2012年2月，当选山东省十一届人大常委会委员、城乡建设与环境资源保护委员会副主任委员。2017年2月8日，山东省第十二届人民代表大会第六次会议决定，接受张秋波辞去山东省第十二届人民代表大会常务委员会委员、山东省第十二届人民代表大会城乡建设与环境资源保护委员会副主任委员职务的请求。
2025年6月9日上午8时01分逝世。